# Роутело білогрудий
Роутело білогрудий (Mesitornis variegatus) — вид птахів родини роутелових (Mesitornithidae).

## Поширення
Ендемік Мадагаскару. Мешкає у сухих листяних лісах. Відомо 6 локалітетів роутело білогрудого: заповідник Аналамерана, національний парк Анкарафанціка, заповідник Анкарана (на півночі острова), ліси Дараїна та Менабе (на заході), заповідник Амбатовакі (на сході).

## Опис
Птах середнього розміру, завдовжки до 30 см та вагою до 110 г. Обидві статі подібні, лише самиці трішки дрібніші. Верх тіла коричневого забарлення. Над оком до потилиці простягається кремова смуга. Нижче неї розташована коричнева смуга. Горло та груди білі. Черево сіро-коричневе. Дзьоб чорний, довгий, ледь зігнутий.

## Спосіб життя
Живуть парами. Наземні птахи. Шукають поживу (різних безхребетних) у лісовій підстилці. Літають неоїхоче. Період розмноження триває під час дощового сезону з жовтня по квітень. Плоске гніздо будується на висоті від одного до двох метрів у відгалуженнях гілок похилих дерев. Вона збудоване з гілочок і вистелене травою. У гнізді 1-3 білих яйця з рудими цятками. Насиджують самиці. Незабаром після вилуплення пташенята залишають гніздо.